# Limoise
Limoise är en kommun i departementet Allier i regionen Auvergne-Rhône-Alpes i de centrala delarna av Frankrike. Kommunen ligger  i kantonen Lurcy-Lévis som ligger i arrondissementet Moulins. År 2022 hade Limoise 176 invånare.

## Befolkningsutveckling
Antalet invånare i kommunen Limoise
Referens: INSEE